# Квиллайя
Квилла́йя, или квила́ха, или квилла́я, или килья́ха, или кильа́й (лат. Quillája) — единственный род растений монотипного семейства Квиллайевые.

## Таксономия
В системе Кронквиста род Квилаха включался в семейство Розовые. Система APG II выделила этот род в составе монотипного семейства Квиллайевые в порядке Бобовоцветные.
Род состоит из двух видов:
- Quillaja brasiliensis (A.St.-Hil. & Tul.) Mart. — Квиллайя бразильская
- Quillaja saponaria Molina — Квиллайя мыльная, или Квиллайя настоящая — китайское растение, кора которого очень богата содержанием сапонина и потому употребляется для мытья шерсти; её следует избегать при мытье овец, так как, по некоторым исследованиям, она ядовита[1].

Синоним: Fontenellea A.St.-Hil. & Tul.

## Использование
Экстракт квиллайи входит в перечень пищевых добавок, группа «Прочие», E999 и используется для пенообразования.